# Malucha Pinto

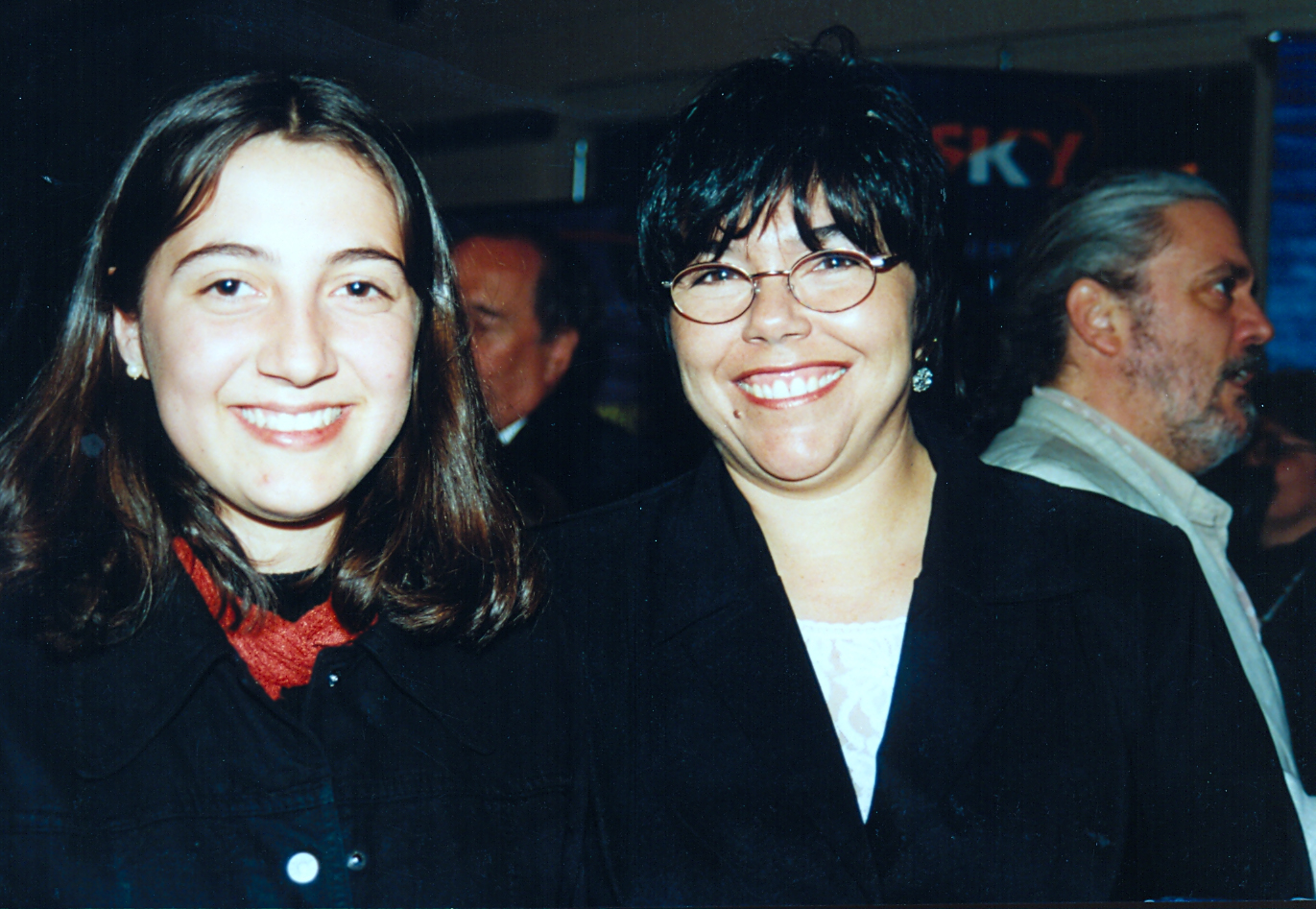
Pinto (a la derecha) en 2002.

Malucha Pinto Solari (Santiago, 16 de abril de 1955) es una actriz, directora teatral, dramaturga y política chilena. 
Se desempeñó como miembro de la Convención Constitucional de Chile en representación del distrito n° 13, desde julio de 2021 hasta el 4 de julio de 2022.

## Primeros años de vida
Es hija de Aníbal Pinto Santa Cruz (por tanto, descendiente directa de los presidentes Francisco Antonio Pinto y Aníbal Pinto Garmendia) y la bailarina nicaragüense María Luisa Solari Mongrio. Estudió en el Colegio Nido de Águilas y posteriormente, estudió teatro en la Pontificia Universidad Católica de Chile.

### Matrimonios, relaciones e hijos
Estuvo casada primeramente con Eduardo Swinburn (1972-1973), con el cual tuvo a su hijo Cristóbal. Posteriormente entre 1974 y 1980, mantuvo una relación sentimental con el actor Mauricio Pešutić.
Contrajo matrimonio por segunda vez con Joaquín Eyzaguirre Guzmán (hijo de Delfina Guzmán) son padres de un hijo con parálisis cerebral llamado Tomás. En 1997, escribió Cartas para Tomás, un libro dedicado a su hijo.

## Vida artística
Comenzó su carrera en la teleserie Alguien por quien vivir, luego debutó en Sábados Gigantes en el año (1982) como Señorita Priscila Caucamán en Los Eguiguren, segmento que se mantuvo hasta comienzos de 1987. Su siguiente participación fue en el programa humorístico De chincol a jote donde realizó varios personajes junto a actores como Coca Guazzini y Gonzalo Robles, entre otros, destacando su participación en Los Hueseros. En 1992, Malucha Pinto, Coca Guazzini y Gonzalo Robles realizan en TVN un nuevo programa humorístico, Jaguar Yu que se mantuvo hasta 1993.
En 1996, escribió la obra de teatro "Tomás". Coca Guazzini interpretó a Malucha en su representación. En 2007, participó en la teleserie Vivir con 10 de Chilevisión, siendo ella la primera actriz contratada.
Desde el 9 de marzo de 2011, se desempeña como miembro del comité editorial del semanario Cambio 21.
En 2011, dirigió la obra teatral La pasionaria.
En 2012, estuvo nominada a Premios APES por su obra teatral La pasionaria. Ese mismo año fue invitada en Sábados gigantes junto a Coca Guazzini, Gonzalo Robles y Cristián García-Huidobro para revivir Los Eguiguren.
En 2016 recibe premio Elena Caffarena por su aporte en la defensa de los derechos de las mujeres en Chile. 
En ese mismo año vuelve a Canal 13 para protagonizar Preciosas, marcando su regreso al canal y a los protagónicos. Aquí interpreta a Marta, una mujer que cayó en prisión pero está a punto de terminar su condena, es la jefa de cocina del lugar y es muy querida por gendarmes y reclusas, su mayor dolor es haber perdido a su hijo Darío (Cristián Arriagada) en los años que estuvo reclusa. Una vez que esté en libertad, Marta se trasformará en un apoyo incondicional para las fugadas y además luchará por recuperar a su familia.

## Vida política
Se inscribió como candidata independiente a las elecciones de convencionales constituyentes de 2021 por el distrito 13 (El Bosque, La Cisterna, Lo Espejo, Pedro Aguirre Cerda, San Miguel, San Ramón), formando parte del pacto Lista del Apruebo. Resultó electa en los comicios desarrollados el 15 y 16 de mayo. Dentro de la Convención Constitucional, integró la comisión transitoria de Participación Popular y Equidad Territorial. Tras la aprobación del reglamento de la Convención, en octubre de 2021, Pinto se incorporó a la comisión temática de Sistemas de Conocimiento, Ciencia y Tecnología, Cultura, Arte y Patrimonio.

## Filmografía
| Año  | Título               | Papel          | Director           |
| ---- | -------------------- | -------------- | ------------------ |
| 1982 | La Candelaria        |                | Silvio Caiozzi     |
| 1987 | Sussi                |                | Gonzalo Justiniano |
| 1999 | La chica del Crillón | Ismenia        | Alberto Daiber     |
| 2002 | El fotógrafo         | Mercedes       | Sebastián Alarcón  |
| 2006 | Rojo, la película    | Yurita Sánchez | Nicolás Acuña      |
| 2012 | No                   | Cameo          | Pablo Larraín      |
| 2018 | Huenchula            |                |                    |

## Televisión
| Año  | Título                  | Papel             | Notas       |
| ---- | ----------------------- | ----------------- | ----------- |
| 1982 | Alguien por quien vivir | Olga Phillippi    | Canal 13    |
| 1999 | Cerro Alegre            | Zulema Chávez     | Canal 13    |
| 2000 | Corazón Pirata          | Emma Lecaros      | Canal 13    |
| 2001 | Amores de mercado       | Mónica Peralta    | TVN         |
| 2002 | Purasangre              | Rosa Espinoza     | TVN         |
| 2003 | Pecadores               | Laura Machuca     | TVN         |
| 2004 | Destinos cruzados       | Prudencia Barrera | TVN         |
| 2005 | Los treinta             | Gloria Etchegaray | TVN         |
| 2007 | Vivir con 10            | Leonor Santa Cruz | Chilevisión |
| 2008 | Mala conducta           | Ninfa Acevedo     | Chilevisión |
| 2010 | Mujeres de lujo         | Teresa Moyano     | Chilevisión |
| 2011 | Infiltradas             | Nélida Verdugo    | Chilevisión |
| 2012 | La sexóloga             | Yolanda Tapia     | Chilevisión |
| 2014 | Buscando a María        | Raquel Cifuentes  | Chilevisión |
| 2016 | Preciosas               | Marta Brosic      | Canal 13    |
| 2017 | Soltera otra vez 3      | Marilú Puga       | Canal 13    |
| 2019 | La reina de Franklin    | Victoria Hidalgo  | Canal 13    |
| 2020 | La torre de Mabel       | Graciela Cáceres  | Canal 13    |

| Año  | Título                 | Papel                 | Notas           |
| ---- | ---------------------- | --------------------- | --------------- |
| 1975 | La princesa Panchita   | Bailarina             | Teleteatro      |
| 1979 | Martín Rivas           | Mujer de clase alta   | 1 episodio      |
| 1982 | Anakena                | Empleada de Dr. Soler |                 |
| 1989 | Los Venegas            |                       | Invitada        |
| 1997 | Brigada Escorpión      | Bárbara               | 1 episodio      |
| 2005 | Los Simuladores        | Susana                |                 |
| 2009 | Aquí no hay quien viva | Mónica Hurtado        | Papel principal |
| 2001 | Cesantes               | Zoila                 | 1 episodio      |
| 2019 | La vida simplemente    | Rosalinda Hermosilla  | Reparto         |
| 2023 | La sangre del camaleón | María                 | 1 episodio      |

### Programas
- El show del Tío Alejandro
- Los Eguiguren (1982-1987, 2012) - Srta. Priscilla Caucaman
- De chincol a jote (1987-1991)
- Jaguar Yu (1993-1995) - Varios Personajes
- Teatro en Chilevisión (2012) - Sra. Lily
- Mentiras verdaderas (La Red, 2013) - Invitada
- Sin Dios ni late (Zona Latina, 2013) - Invitada
- Buenos días a todos (TVN, 2013) - Invitada
- Mujeres primero (La Red, 2013) - Invitada
- Dudo (Canal 13C, 2013) - Invitada
- Más vale tarde (Mega, 2014) - Invitada
- Buenos días a todos (TVN, 2015) - Invitada
- Sin Dios ni late (Zona Latina, 2015) - Invitada
- Me Late (UCV, 2016) - Invitada
- Algo personal (UCV, 2016) - Invitada
- Bienvenidos (Canal 13, 2016) - Invitada
- Mi rincón (Chilevisión, 2017) - Invitada
- La noche es nuestra (Chilevisión, 2018) - Invitada
- La divina comida (Chilevisión, 2018) - Invitada
- Viva la pipol (Chilevisión, 2019) - Invitada
- Hermosilla y Quintanilla, el anti late (Rec TV, 2019) - Panelista

## Obras
- Cartas para Tomás. 110 páginas. Editorial Catalonia. ISBN 978-956-8303-64-8
- Cartas de la memoria. Patrimonio epistolar de una generación de mujeres. 336 páginas. Editorial Catalonia. ISBN 9568303556

## Historial electoral

### Elecciones de convencionales constituyentes de 2021
- Elecciones de convencionales constituyentes de 2021, para convencional constituyente por el distrito 13, compuesto por las comunas de El Bosque, La Cisterna, Lo Espejo, Pedro Aguirre Cerda, San Miguel y San Ramón.[12]

| Candidato                           | Pacto               | Partido | Votos  | %     | Resultados   |
| ----------------------------------- | ------------------- | ------- | ------ | ----- | ------------ |
| Malucha Pinto Solari                | Lista del Apruebo   | ILYB    | 29 080 | 12,65 | Convencional |
| Ingrid Villena Narbona              | La Lista del Pueblo | ILZN    | 19 801 | 8,61  | Convencional |
| Rodrigo Rojas Vade                  | La Lista del Pueblo | ILZN    | 19 312 | 8,40  | Convencional |
| Natalia Aravena Contreras           | Apruebo Dignidad    | ILYQ    | 13 799 | 6,00  |              |
| Marcos Barraza Gómez                | Apruebo Dignidad    | PCCh    | 11 208 | 4.88  | Convencional |
| Jorge Insunza Gregorio de las Heras | Lista del Apruebo   | PPD     | 4682   | 2.04  |              |
| Rodolfo Seguel Molina               | Lista del Apruebo   | PDC     | 4460   | 1.94  |              |
| Daniel Andrade Schwarze             | Apruebo Dignidad    | RD      | 3141   | 1.37  |              |